# Сертралин

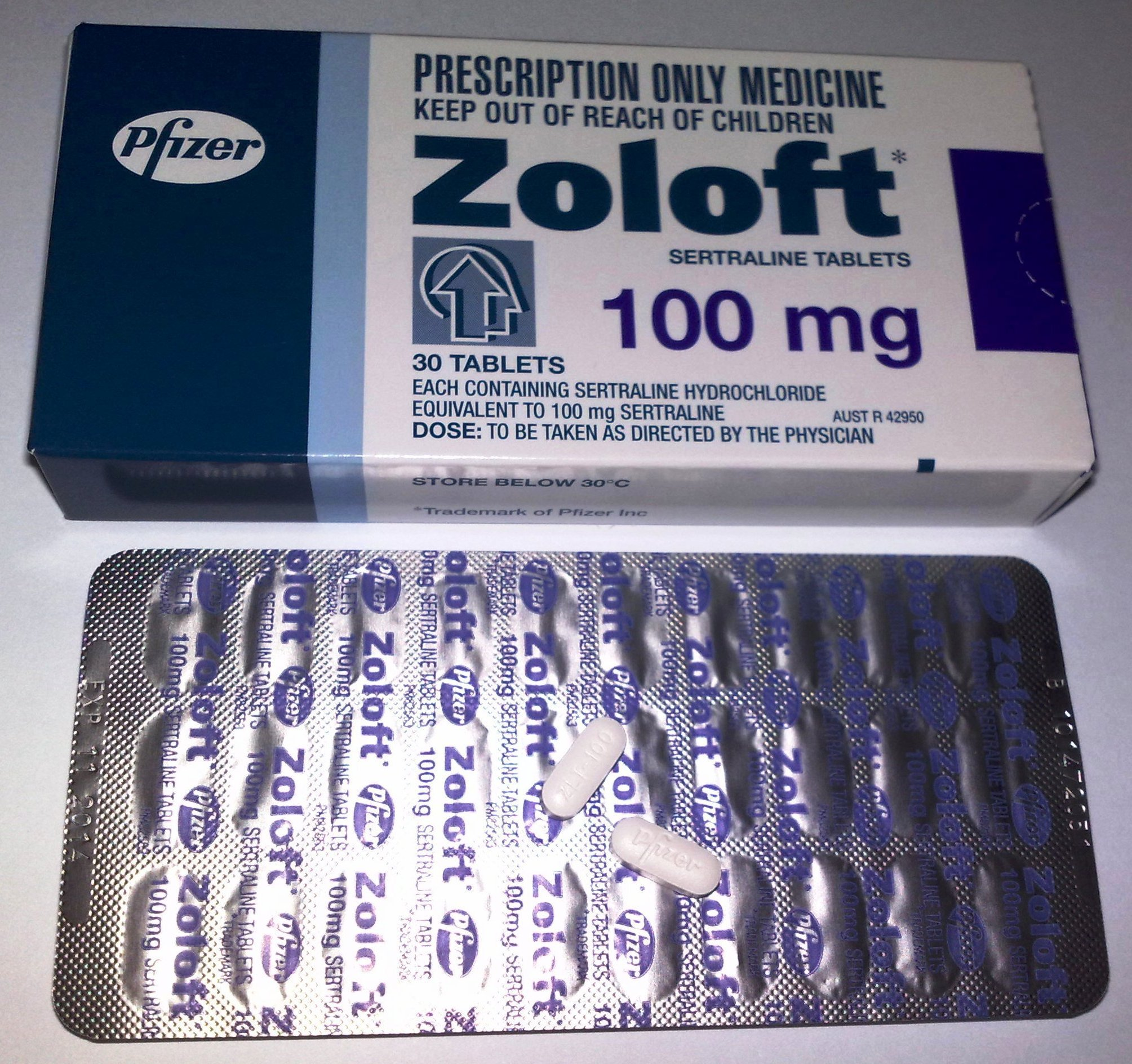
Упаковка сертралина производства Pfizer.

Сертралин — антидепрессант из группы селективных ингибиторов обратного захвата серотонина (СИОЗС).

## История создания
Препарат разработан фармацевтической компанией Pfizer. Изначально работа велась над препаратом «таметралин», который являлся ингибитором обратного захвата катехоламинов. Таметралин не зарекомендовал себя в качестве эффективного антидепрессанта, поскольку демонстрировал нежелательные эффекты запрещённых психостимуляторов.
Много лет спустя исследования таметралина возобновились, в результате чего и был создан сертралин. Сертралин отличается от таметралина наличием двух атомов хлора в молекуле. Однако исследования показали, что данное вещество является крайне избирательным ингибитором обратного захвата серотонина. На момент исследований Пфайзер рассматривал и другие препараты в качестве выдвигаемого на широкий рынок антидепрессанта. Однако работавшие над сертралином учёные без всякой мотивации настойчиво предлагали своё изобретение. В результате этих действий сертралин оказался в продаже под торговым названием Золофт и Люстрал и какое-то время являлся самым назначаемым средством против депрессивных состояний в США.

## Фармакологическое действие
Антидепрессант, специфический ингибитор обратного захвата серотонина, усиливает его эффекты, оказывает слабое влияние на обратный захват норадреналина и дофамина; в терапевтических дозах блокирует захват серотонина в тромбоцитах человека. Подавление активности обратного захвата серотонина повышает серотонинергическую передачу, что приводит к последующему торможению адренергической активности в голубом пятне (locus ceruleus). Сертралин тормозит также возбуждение серотониновых нейронов в области шва (средняя линия продолговатого мозга); что приводит к первоначальному повышению активности голубого пятна с последующим снижением активности постсинаптических бета-адренорецепторов и пресинаптических альфа2-адренорецепторов.
Не вызывает лекарственную зависимость, не оказывает м-холиноблокирующего и кардиотоксического действия, не изменяет психомоторную активность. Благодаря селективному угнетению захвата серотонина не усиливает активность симпатической нервной системы. Не обладает сродством к м-холино-, некоторым серотониновым (5-HT1A, 5-HT1B, 5-HT2), дофаминовым, адрено-, гистаминовым, ГАМК- или бензодиазепиновым рецепторам; не ингибирует МАО. В отличие от трициклических антидепрессантов, при лечении депрессии или обсессивно-компульсивных расстройств (навязчивых состояний) не увеличивает массу тела. В отличие от других представителей СИОЗС, в меньшей степени вызывает инверсию фазы: развитие гипоманиакального или маниакального состояния. Начальный эффект развивается к концу первой недели, в более значительной степени проявляется через 2—4 недели, максимальный терапевтический эффект — через 3 месяца с начала регулярного приёма препарата.

## Фармакокинетические свойства
Всасывание (Абсорбция) — высокое (но с низкой скоростью). Биодоступность повышается во время приёма пищи на 25 %. Приём пищи увеличивает максимальную концентрацию (Сmax) на 25 % и укорачивает время достижения максимальной концентрации (Тсmax). Концентрация препарата в плазме крови достигает своего пика (Сmax) к 14 дням через 4,5-8,4 ч после приёма. Сmax и площадь под кривой концентрация-время (AUC) пропорциональны дозе в пределах 50-200 мг сертралина 1 раз в сутки в течение 14 дней, при этом выявляется линейный характер фармакокинетической зависимости. Фармакокинетический профиль у подростков и пожилых людей существенно не отличается от такового у пациентов в возрасте от 18 до 65 лет. Средний период полувыведения (Т1/2) сертралина составляет 22-36 ч. Соответственно конечному Т1/2 наблюдается примерно двукратная кумуляция препарата до наступления равновесных концентраций через 1 неделю лечения (приём дозы один раз в сутки). Связывание с белками плазмы равно примерно 98 %. Показано, что фармакокинетика сертралина у детей с ОКР сходна с таковой у взрослых (хотя у детей метаболизм сертралина является несколько более активным). Однако, учитывая более низкую массу тела у детей (особенно в возрасте 6-12 лет), препарат рекомендуется применять в меньшей дозе, чтобы избежать чрезмерных концентраций его в плазме.
Сертралин подвергается активной биотрансформации при первом прохождении через печень. Основной метаболит, обнаруживаемый в плазме, — N-десметилсертралин — значительно уступает (примерно в 20 раз) сертралину по активности in vitro и фактически не активен на моделях депрессии in vivo. T1/2 N-десметилсертралина варьирует в пределах 62-104 ч. Сертралин и N-десметилсертралин активно биотрансформируются; образующиеся метаболиты выводятся в равных количествах с калом и мочой. Неизмененный сертралин выводится с мочой в незначительном количестве (<0,2 %). У больных циррозом печени увеличиваются Т1/2 препарата и AUC по сравнению с таковыми у здоровых людей.
| Рецептор                                                                      | Ki (nM)  | Species |
| ----------------------------------------------------------------------------- | -------- | ------- |
| SERT                                                                          | 0,15–3,3 | Человек |
| NET                                                                           | 420–925  | Человек |
| DAT                                                                           | 22–315   | Человек |
| 5-HT1A                                                                        | 35000+   | Человек |
| 5-HT2A                                                                        | 2207     | Мышь    |
| 5-HT2C                                                                        | 2298     | Свинья  |
| α1A                                                                           | 1900     | Человек |
| α1B                                                                           | 3500     | Человек |
| α1D                                                                           | 2500     | Человек |
| α2                                                                            | 477–4100 | Человек |
| D2                                                                            | 10700    | Человек |
| H1                                                                            | 24000    | Человек |
| mACh                                                                          | 427–2100 | Человек |
| σ1                                                                            | 32–57    | Мышь    |
| σ2                                                                            | 5297     | Мышь    |
| Чем меньше значение Ki (nM), тем сильнее лекарство связывается или ингибирует |          |         |

## Показания к применению
Депрессивные состояния (в том числе сопровождающиеся чувством тревоги); профилактика инициальных или хронических эпизодов депрессии; обсессивно-компульсивное расстройство; паническое расстройство; социальное тревожное расстройство.
При плохо поддающихся лечению депрессиях возможно применение в комбинациях с другими препаратами. Сочетать можно только препараты, относящиеся к разным группам антидепрессантов. Сертралин можно сочетать, например, с бупропионом или миртазапином.

## Способ применения и дозы
Внутрь, 50 мг, 1 раз в сутки утром или вечером, независимо от приёма пищи. При отсутствии эффекта возможно постепенное (в течение нескольких недель) увеличение дозы до 200 мг/сут (на 50 мг/нед). Некоторые клиницисты рекомендуют назначать вначале дозу 25 мг/сут в течение 1—2 дней. Панические расстройства: начальная доза — 25 мг/сут с последующим увеличением до 50 мг/сут в течение 1 нед. При проведении длительной поддерживающей терапии назначают в минимальной эффективной дозе, которую в последующем меняют в зависимости от эффекта. Обсессивно-компульсивные расстройства и социальные фобии: у детей и подростков 13—17 лет начальная доза — 50 мг/сут, у детей 6—12 лет начальная доза — 25 мг/сут, с последующим увеличением в течение 1 нед до 50 мг/сут. При недостаточном эффекте дозу можно увеличивать ступенчато по 50 мг/сут до 200 мг/сут, с интервалом не менее 1 нед. У пожилых пациентов начальная доза — 25 мг/сут (утром или вечером) с последующим постепенным увеличением.

## Противопоказания
Маниакальные состояния, гиперчувствительность, заболевания печени, отравления алкоголем, психотропными препаратами и другими лекарствами, беременность, период лактации, одновременное назначение ингибиторов МАО. C осторожностью. Неврологические нарушения (в том числе задержка умственного развития), эпилепсия, печеночная и/или почечная недостаточность, снижение массы тела, детский возраст.

## Лечение обсессивно-компульсивного расстройства при помощи сертралина
Проведённые исследования показали, что сертралин чуть более эффективен при лечении ОКР, чем антидепрессант того же класса СИОЗС Флуоксетин (прозак). При недостаточном эффекте, увеличение дозы выше рекомендуемой (50-200 мг) не давало результатов. Участники исследований подтверждали положительный эффект от лечения сертралином и поддержание этого эффекта в течение года и более применения сертралина. Постоянное применение препарата требуется не всем. Однако при прекращении применения препарата часто наблюдались обострения ОКР, которые являлись следствием побочных эффектов или синдрома отмены. 48 % пациентов прекративших использование препарата чувствовали себя так же, как и продолжавшие лечение. Сертралин эффективен при лечении ОКР у взрослых и детей. Известно, что сертралин может применяться и при ОКР с сопутствующим синдромом Туретта, однако может вызывать обострение тиков в синдроме Туретта.

## Побочные действия
Тревога, инверсия аффекта (развитие мании или гипомании), тремор, гипергидроз, аллергические реакции, кровотечения (в том числе носовое), учащённое сердцебиение, сухость во рту, снижение аппетита, повышение аппетита (возможно, как следствие устранения депрессии), тошнота, рвота, неустойчивый стул, диарея, спазмы в желудке или животе, метеоризм или боли, снижение массы тела; головная боль, головокружение, бессонница, сонливость, нарушения движения (экстрапирамидные симптомы, изменение походки), акатизия, судороги, парестезии, симптомы депрессии, галлюцинации, агрессивность, возбуждение, тревожность, психоз, гиперемия кожи или «приливы» крови к лицу, нарушения зрения (включая нечёткость зрения), зевота, повышенное потоотделение, нарушение половой функции (задержка эякуляции, приапизм, снижение потенции и/или либидо, аноргазмия), дисменорея, галакторея, гипонатриемия (синдром неадекватной секреции АДГ), гиперпролактинемия, синдром отмены, мультиформная экссудативная эритема, кожная сыпь и зуд. В редких случаях — серотониновый синдром, алопеция.
Может приводить к эмоциональным и поведенческим изменениям, включая возрастающий риск суицида.

## Передозировка
Симптомы: озноб, пониженная или повышенная температура тела, головокружение, повышенное потоотделение, тревожность, сонливость, изменения на ЭКГ, мидриаз, тошнота, рвота, тахикардия. Лечение: обеспечение нормальной проходимости дыхательных путей (оксигенация и вентиляция лёгких), промывание желудка, назначение рвотных лекарственных средств, активированного угля с сорбитолом. Необходим контроль функции сердца и печени. Малоэффективны форсированный диурез, диализ, гемоперфузия и обменное переливание крови (учитывая большой объём распределения).
Может приводить к эмоциональным и поведенческим изменениям, включая возрастающий риск суицида.

## Особые указания
В период лечения необходимо осуществлять строгий контроль поведения больных в состоянии депрессии (риск суицидальных попыток) до тех пор, пока не наступит значительное улучшение в результате проводимого лечения. Женщины детородного возраста во время лечения должны использовать адекватные методы контрацепции. В период лечения необходимо соблюдать осторожность при вождении автотранспорта и занятии др. потенциально опасными видами деятельности, требующими повышенной концентрации внимания и быстроты психомоторных реакций.

## Взаимодействие с другими лекарственными средствами
Способен вытеснять из связи с белками плазмы крови других лекарственных средств: в частности, повышает уровень в плазме свободной фракции анксиолитиков, блокаторов H2-гистаминовых рецепторов, варфарина, дигоксина, производных сульфонилмочевины по причине вытеснения их из связи с белками:556—557.
Замедляет метаболизм дезипрамина (а также имипрамина) и увеличивает концентрацию этого антидепрессанта в крови на 50 %. Снижает плазменный клиренс диазепама, незначительно повышает его концентрацию в крови. Усиливает побочные эффекты солей лития (в частности, тремор:557). Усиливает эффект непрямых антикоагулянтов (увеличение протромбинового времени), блокирует цитохром CYP2D6, повышая концентрацию в плазме одновременно применяемых ЛС, в метаболизме которых принимает участие этот фермент (трициклические антидепрессанты, антиаритмические ЛС Ic класса — пропафенон, флекаинид). Снижает клиренс толбутамида (необходим контроль глюкозы в крови при одновременном применении).
Циметидин снижает AUC, Cmax и T1/2 сертралина на 50, 24 и 26 % соответственно.
При сочетании сертралина с дигоксином повышается риск побочных эффектов обоих препаратов. При сочетании с препаратами, угнетающими ЦНС, усиливается угнетающее действие на ЦНС обоих препаратов:557.
Во избежание риска серотонинового синдрома следует избегать назначения препаратов группы СИОЗС (в частности, сертралина) совместно с другими серотонинергическими препаратами. Между отменой СИОЗС и назначением ингибиторов МАО необходимо выдерживать интервал в 2 недели, между отменой ингибиторов МАО и назначением СИОЗС — перерыв в четыре недели (по другим данным — две недели); при переводе с моклобемида на СИОЗС достаточно 24 часов. Кроме того, серотониновый синдром может возникать при сочетании антидепрессантов группы СИОЗС с буспироном, леводопой, растительными антидепрессивными препаратами, содержащими зверобой, с 5-гидрокситриптофаном, S-аденозилметионином (SAM, гептралом) и триптофаном, декстрометорфаном, трамадолом и другими опиоидными анальгетиками, карбамазепином, препаратами лития, метоклопрамидом и некоторыми другими препаратами.
При сочетании сертралина с астемизолом, терфенадином или цизапридом происходит удлинение интервала QT, могут развиваться фатальные желудочковые аритмии типа «пируэт». При сочетании с варфарином отмечалось небольшое, однако статистически достоверное увеличение протромбинового времени:556.
Сертралин несовместим с этанолом (при данном сочетании усиливается угнетающее действие на ЦНС):556.

## Дженерики и оригинальные препараты сертралина
- Алевал — Sun Pharmaceutical Industries Ltd. (Индия)
- Асентра — KRKA, d.d. Novo Mesto (Словения)
- Асертин — (Польша)
- Депрефолт — Actavis
- Залокс — Pharmascience (Канада)
- Золофт — Pfizer (оригинальный препарат)
- Зосерт — SUN Pharmaceutical Industries Ltd. (Индия)
- Люстрал — Pfizer (Израиль; оригинальный препарат)
- Мисол — Nobel Pharma (Турция)
- Мистрал — Nobel Pharma
- Сералин — Eczacibasi Ilac Sanayi ve Ticaret (Турция)
- Серената — Torrent Pharmaceuticals (Индия)
- Серлифт — Ranbaxy (Индия)
- Сертаген — Mylan Ireland Limited (Ирландия)
- Сертива — Lek Pharmaceuticals d.d. (Словения) / Sandoz GmbH (Австрия)
- Сертралин — Борисовский завод медицинских препаратов (Беларусь)
- Сертралина гидрохлорид — Lee Pharma (Индия)
- Сертран — Чайкафарма АД (Болгария)
- Сеталофт — Actavis
- Стимулотон — Egis Pharmaceuticals (Венгрия)
- Торин — Верофарм (Россия)
- Эмотон — Эрсель Фарма (Украина)

## Исследования
В исследовании 2009 года, сравнивавшем 12 антидепрессантов нового поколения, было показано, что одним из лучших препаратов для лечения большого депрессивного расстройства (БДР) является  сертралин (наряду с эсциталопрамом).
В некоторых исследованиях подвергалась сомнению эффективность сертралина. Так, сравнительный обзор 42 клинических испытаний 6 антидепрессантов (сертралина, флуоксетина, пароксетина, циталопрама, нефазодона и венлафаксина), в том числе тех испытаний, данные которых прежде не публиковались, показал, что результаты большинства из этих 42 испытаний являются отрицательными. Разница между плацебо и препаратами составила в среднем лишь 1,8 балла по шкале Гамильтона — число, значимое статистически, но не значимое клинически.